# Ivanivka, Svatove
Ivanivka (în ucraineană Іванівка) este un sat în comuna Mistkî din raionul Svatove, regiunea Luhansk, Ucraina.

## Demografie
Componența lingvistică a localității Ivanivka
     Rusă (73,33%)
     Ucraineană (26,67%)
Conform recensământului din 2001, majoritatea populației localității Ivanivka era vorbitoare de rusă (73,33%), existând în minoritate și vorbitori de ucraineană (26,67%).